# 徐殷
徐殷（1586年9月5日—1635年），字希湯，陝西西安府同州朝邑縣兩女人，明朝政治人物。

## 生平
徐殷早年出身縣學生，以《易經》中萬曆三十四年（1606年）陝西鄉試舉人第十一名，三十八年（1610年）會試中式第二百零一名，成第三甲第一百六十九名進士，獲授南皮知縣，調任商水，因病告歸，在家鄉躬德行仁，教化鄉里。
崇禎初年流寇四起，徐殷捐粟五百石建築堡壘，又訓練鄉兵五百人保護地方；到八年（1635年）七月十一日流寇剽掠朝邑，他帶著兒子諸生徐鷺、姪子舉人徐鵬督鄉兵堵截，在十里外奮勇敵殺賊數百人，賊人因此遁走。次日數萬名賊人擁至，他們兵少不敵被擒，徐殷大罵賊人：「鼠輩，朝廷負了你們甚麼？」對方鞭笞他索拿金錢，他就罵得更厲害，徐鷺以身保護父親，向賊人大哭請求代父死，賊人不聽；突然徐鵬大怒奪刀刺向流寇，流寇砍死徐鵬，再殺死徐殷和徐鷺，但賊人們都咋舌呼三人義士或孝子。

## 家族
曾祖訓導徐騰蛟，祖父儒官徐諷，父親徐佳，母親王氏。